# Нохово
Нохово (пол. Nochowo, нім. Nochau) — село в Польщі, у гміні Сьрем Сьремського повіту Великопольського воєводства.
Населення — 1403 особи (2011).
У 1975-1998 роках село належало до Познанського воєводства.

## Демографія
Демографічна структура станом на 31 березня 2011 року:
|          | Загалом | Допрацездатний вік | Працездатний вік | Постпрацездатний вік |
| -------- | ------- | ------------------ | ---------------- | -------------------- |
| Чоловіки | 712     | 168                | 488              | 56                   |
| Жінки    | 691     | 171                | 435              | 85                   |
| Разом    | 1403    | 339                | 923              | 141                  |